# Giulio Angolo del Moro

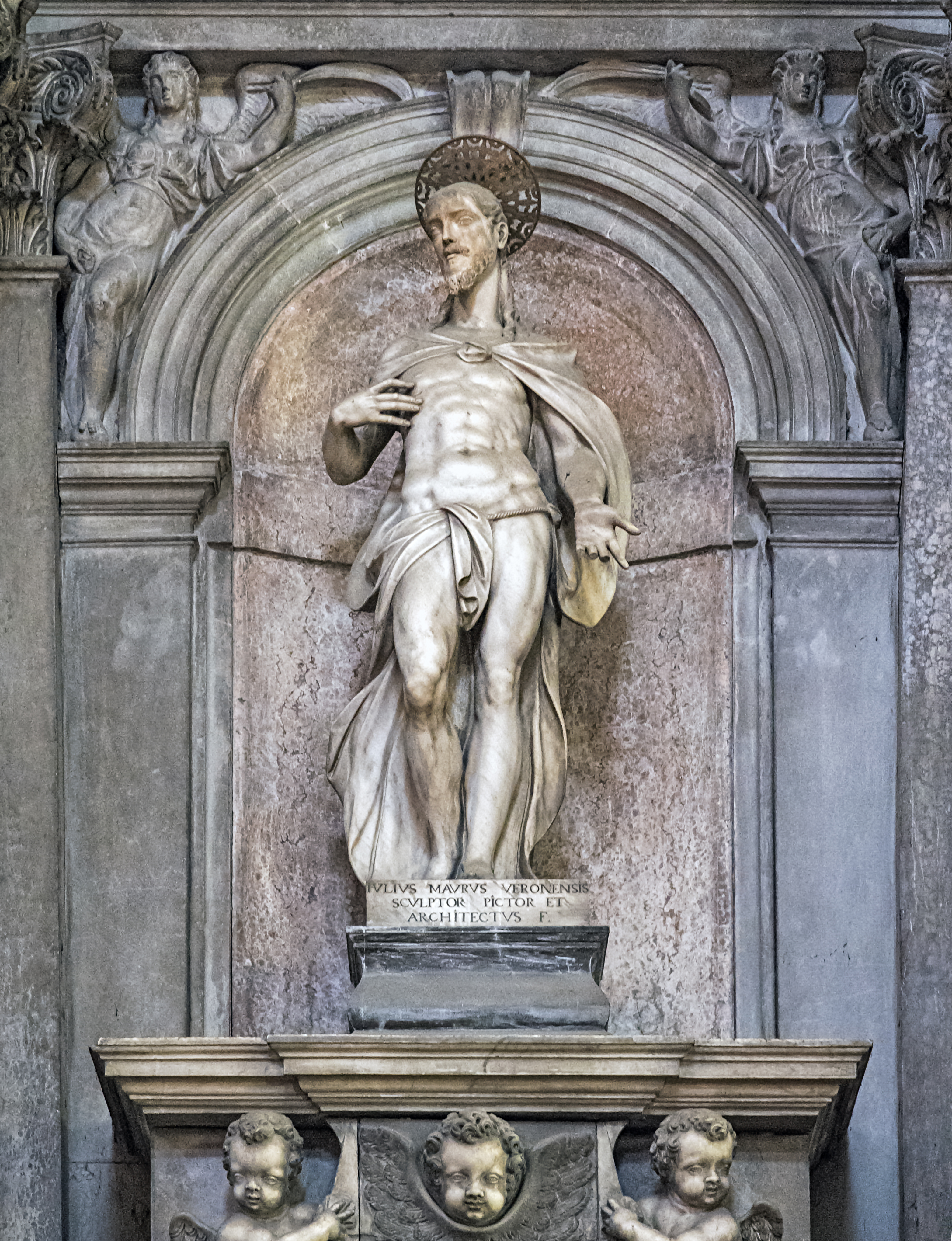
Il Salvatore San Salvador (Venedig)

Giulio Angolo del Moro (* 1555 in Verona, Republik Venedig; † nach 1618, wahrscheinlich in Venedig) war ein venezianischer Bildhauer, Architekt und Maler.

## Leben und Wirken
Giulio Angolo wurde, wie sein Bruder Battista Angolo, von Francesco Torbido, genannt Il Moro, ausgebildet. Die Brüder benannten sich deshalb mit dem Zusatz del Moro.
Giulio Angolo arbeitete hauptsächlich in Venedig, wo in Kirchen und im Dogenpalast seine Werke zu sehen sind. Das Gemälde Der heilige Markus berät die drei Magistrate der Staatskasse bei der Bewaffnung und Rekrutierung der Flottenmilizen in der Gallerie dell’Accademia in Venedig stammt aus der Zeit um 1587.
Der jüngste Bruder der Angolo-Brüder, Girolamo, wurde auch Maler, erlangte jedoch wenig Bekanntheit.